# Resolució 137 del Consell de Seguretat de les Nacions Unides
La Resolució 137 del Consell de Seguretat de les Nacions Unides, aprovada el 31 de maig de 1960, registra amb pesar la mort del jutge Sir Hersch Lauterpacht el 8 de maig. El Consell va decidir aleshores que, d'acord amb l'Estatut de la Cort la vacant resultant a la Cort Internacional de Justícia seria resolta amb una elecció a l'Assemblea general que es proposa abordar durant la XVa reunió d'aquest cos.
La resolució va ser adoptada sense votar.